# Съюз на Титовите леви сили
Съюз на Титовите леви сили (на македонска литературна норма: Сојуз на Титови леви сили) е комунистичека политическа партия в Република Македония, основана на 26 октомври 2005 година. Неин председател е Слободан Угриновски.

## Резултати
На парламентарните избори през 2008 година партията получава 3758 гласа, или 0,38 %.